# Еріх Марія Ремарк
Épix Марі́я Рема́рк (нім. Erich Maria Remarque, при народженні — Еріх Пауль Ремарк (Erich Paul Remark); 22 червня 1898, Оснабрюкк, Німеччина — 25 вересня 1970, Локарно, Швейцарія) — один з найвідоміших німецьких письменників XX століття. Автор таких романів як «На Західному фронті без змін» (1929), «Три товариші» (1936), «Тріумфальна арка» (1945) і «Чорний обеліск» (1956).

## Біографія
Ремарк народився в місті Оснабрюк, Німеччина, в католицькій робітничій родині. Він — друга дитина в родині, де було п'ятеро дітей. Його батько, Петер Франц Ремарк, працював палітурником. При народженні (хрещенні) хлопцеві дали ім'я Еріх Пауль. 1918 року, після смерті матері, Анни Марії Ремарк — у пам'ять про неї — змінив своє ім'я на Еріх Марія. Позаяк Ремарки були католиками, юнак потрапив до католицького педагогічного училища. Педагогічна освіта пізніше згодилася, коли він вчителював певний час у сільських школах.
Сам багато читав, серед улюблених творів — книги Ґете, Цвейґа, Достоєвського. У 17-річному віці Ремарк сам наважується почати літературну працю, стає членом літературного «Гуртка мрій».

## У першу світову

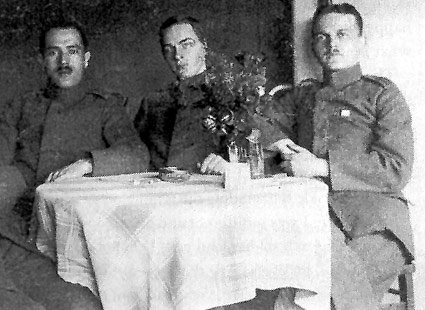
Ремарк (посередині) з фронтовими товаришами. Зліва — Кристіан, його письменник описав в романі «На Західному фронті без змін» як Франца Кемміріха. Пізніше з вини Кристіана письменник був арештований.

1916 року, у віці 18 років, мобілізований на фронти Першої світової війни. 17 червня того ж року направлений на Західний фронт. Перебування на війні тривало три роки. 31 липня 1917 р. поранений осколками гранати в ліву ногу, праву руку і шию. Незважаючи на це, він зміг дістатися до медичної частини і дотягти туди пораненого товариша. До закінчення війни перебував у військовому шпиталі в Німеччині.

## Повоєнні пошуки себе
По війні наполегливо шукав себе в суспільстві та професії. Повернувся в католицьке училище, яке не встиг закінчити, але, пройшовши через втрати юнацьких ідеалів, смерть товаришів, поневіряння післявоєнних років, прикладом покори він уже не був. Покинув вчителювання і часто змінював професії. Працював бібліотекарем, бізнесменом, редактором в журналі «Echo Continental» і навіть продавцем надгробків, органістом при каплиці в лікарні для божевільних.

## Берлінський період і перший шлюб
Період пошуків тривав, поки Ремарк не опинився в Берліні. Вів богемний спосіб життя, мав любовні романи. В Берліні зустрів Ютту Інгеборг Елену Цамбона, колишню танцівницю, хвору на туберкульоз. Невиліковна хвороба не стала на заваді, і 1925 року закоханий молодик узяв з нею шлюб. Вона стала прототипом кількох героїнь його наступних творів, зокрема, Пат з «Трьох товаришів». Шлюб тривав лише чотири роки, після чого вони розлучилися. Щоправда, 1938 р. знову побралися. Це зробили насамперед для того, аби допомогти Ютті емігрувати з нацистської Німеччини та отримати швейцарське громадянство (з 1931 Ремарк мешкав у Швейцарії). А 1939 р. вони переїхали до США, 1947 року — отримали американське громадянство. Їхній шлюб протримався до 1957 р. Після розлучення Ремарк щомісяця виплачував Ютті грошову допомогу, крім того, заповів їй 50 тис. доларів.
Ремарк був схильний до широких жестів. Вершиною марнославства та марнотратства молодого Ремарка став титул барона, куплений ним у збіднілого аристократа.

## Успіх книги «На західному фронті без змін»

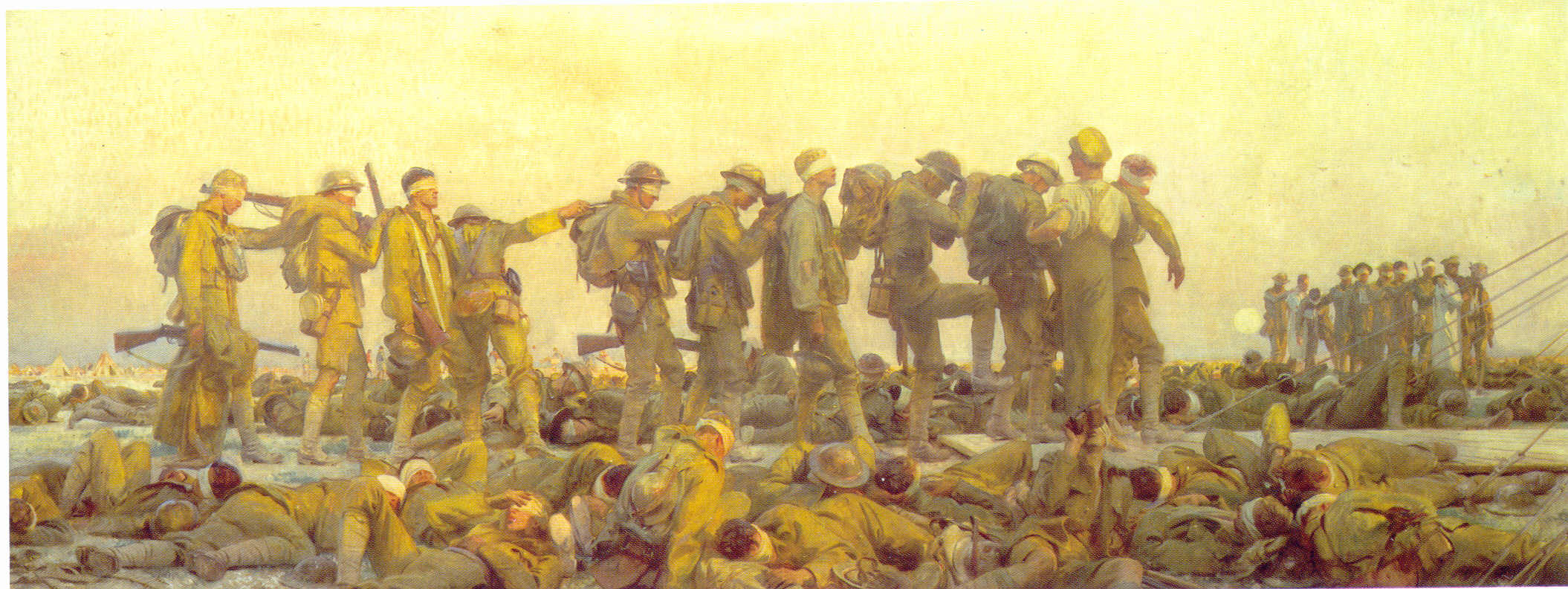
Худ. Джон Сінгер Сарджент. «Отруєні бойовим газом», 1918 рік.

Ймовірно, дотики болючої пам'яті про фронтове минуле були настільки нестерпними, що відбилися в рукописі «На західному фронті без змін». Творче горіння тривало шість тижнів. Лише через шість місяців він наважився передати рукопис у видавництво. Простою, емоційною мовою в романі реалістично описано війну і повоєнний період, побачені очима і пережиті 20-річним представником «втраченого покоління». Протилежну точку зору, яка прославляла війну, представлено у романі Ернста Юнгера «В сталевих грозах» (нім. In Stahlgewittern). Як і Ремарк, Юнгер також був учасником війни.
Роман Ремарка антивоєнного спрямування, опублікований 1929 року, став сенсацією в Німеччині. За рік продано півтора мільйона примірників. Роман перекладено іноземними мовами, за його мотивами в Голлівуді у 1930 р. знято кінострічку. Однойменний фільм, створений 35-річним Левом Мільштейном, отримав премію Оскар. Премію отримав і сам Мільштейн — уродженець України, відомий у Штатах під псевдонімом Льюїс Майлстоун.
Прибутки від книги й фільму дозволили Ремаркові заробити чималий статок, велику частину якого він витратив на придбання картин Сезанна, Ван Гога, Ренуара, Гогена.

## Неотримана Нобелівська премія
Відгуки на нову книгу були неймовірно суперечливими. В політичних колах, близьких до нацистської партії, її не сприйняли, а у її лідера — Гітлера — пацифізм твору викликав лють. Безглуздість звинувачень на адресу Ремарка сягнула абсолютної вершини, коли Гітлер зарахував письменника до французьких євреїв Крамерів (саме так читається прізвище Ремарк з кінця наперед). Почалося цькування письменника націонал-соціалістами. По всій Німеччині видання Ремарка кидали у вогнища, звинувативши письменника в антипатріотизмі.
1931 року Ремарка номінували на Нобелівську премію. Проте, через опір з боку політичних сил Німеччини, Нобелівський комітет нагороди йому не дав. 1933 року невідомий прихильник письменника, рятуючи йому життя, передав клаптик паперу з написом «Негайно покинь місто». Ремарк, що й сам відчував небезпеку, сів у машину й того ж дня перебрався до Швейцарії. З приходом Гітлера до влади в Німеччині Ремарка примусово позбавили німецького громадянства.
Його фінансовий стан був досить стабільним, адже п'ять творів письменника-емігранта було екранізовано. Він навіть встиг вивезти до Америки приватну колекцію картин. Але комфорт і успіх не давали душевного спокою. Ремарк почав хворіти, втрачав повагу до себе як особи й письменника.

## Ремарк та Марлен Дітріх
У житті Ремарка було багато жінок, але найбільшим його коханням стала Марлен Дітріх. Вони вперше зустрілися у вересні 1930 року в Берліні, в барі готелю «Еден», але тільки через сім років вони стають близькими. Продовжувалися стосунки до самої смерті письменника у 1970. Листи, які писав закоханий Ремарк, в результаті розібрали на цитати. Але їхні стосунки не були простими, адже Марлен не могла обмежитись самим Ремарком, — їй потрібно було постійно змінювати партнерів. Їхній зв'язок був довгим, але страждальним для Ремарка. Роман був переповнений образами, взаємними скаргами та амбіціями. Але, завдяки цьому роману, написано один з найкращих творів Ремарка «Тріумфальна арка». Ремарк присвятив цей роман Марлен, списавши з неї головну героїню роману Жоан Маду.
Коли 1953 року Ремарк вирішив одружитися з Полетт Годдар, Дітріх відмовляла його від цього кроку. Проте Ремарк одружився, можливо, для того, щоб помститися своїй коханій.
Закінчилася ця сумна та красива історія у 1970 році, коли письменник помер у клініці «Сант-Аньєс» у Локарно. Дітріх пережила його на 22 роки. Вона залишила знімання у кіно, вела закритий спосіб життя та зловживала алкоголем. Померла вона, за деякими даними, від прийняття великої дози снодійного. Після її смерті дочка Дітріх знайшла листи Ремарка, на яких чітко видно сліди сліз. А незадовго до своєї смерті Марлен зізналася своєму секретареві, що дуже кохала письменника.

## Новий шлюб
В Нью-Йорку він зустрів 40-річну Полетт Годар (англ. Paulette Goddard), американську кінозірку, колишню дружину Чарлі Чапліна. 1948 року Ремарк повернувся у Швейцарію, де прожив решту життя. Полетт і алкоголь були разом з ним. По закінченню війни він відвідав Німеччину, де не був декілька десятиліть. В Оснабрюку Ремарк застав ще живого батька та сестру Ерну. Рідне місто він не впізнавав, як і повоєнну Німеччину, де зустрічав руїни. 1957 року Ремарк офіційно розірвав шлюб з Юттою, але забезпечив її старість. 1958 року письменник одружився з акторкою Полетт Годар. Разом вони прожили до його смерті.
Помер 25 вересня 1970 року у віці 72-х років у місті Локарно. Похований на швейцарському цвинтарі Ронко в кантоні Тічино. Полетт, що пережила письменника, поховано поруч із ним.

## Твори

### Романи
- Мансарда мрій[en] (Die Traumbude) (1920)
- Ґем (Gam) (1924)
- Зупинка на обрії (Station am Horizont) (1927/28)
- На Західному фронті без змін (Im Westen nichts Neues) (1928/29)
- Повернення (Der Weg zurück) (1930/31)
- Три товариші (Drei Kameraden) (1936/37)
- Люби ближнього твого (Liebe Deinen Nächsten) (1939/41)
- Тріумфальна арка (Arc de Triomphe) (1945)
- Іскра життя (Der Funke Leben) (1952)
- Час жити і час помирати (Zeit zu leben und Zeit zu sterben) (1954)
- Чорний обеліск (Der schwarze Obelisk) (1956)
- Позичене життя (Geborgtes Leben) (1959/61)
- Ніч у Лісабоні (Die Nacht von Lissabon) (1961/62)
- Омріяна земля (Das gelobte Land) (1970)
- Тіні в раю (Schatten im Paradies) (postum 1971)

### Інші праці
- Ранні праці (Frühwerk) (1916 ? 1929)
- Ворог (Der Feind) (1930/31); оповідання
- Останній акт (Der letzte Akt) (1955); сценарій
- Остання зупинка (Die letzte Station) (1956); вистава
- Будьте пильні!! (Seid wachsam!!) (1956); ессе
- Повернення Еноха Дж. Джоунса (Die Heimkehr des Enoch J. Jones) (1956); вистава
- Військовий пацифіст (Ein militanter Pazifist) (1956); інтерв'ю та ессе

## Переклади українською
Хронологічний список українських перекладів творів Еріха Марії Ремарка.
- Еріх Марія Ремарк. На Заході без змін. Переклад з німецької: Михайло Балицький. Харків: Рух. 1929. 204 стор.[8][9]
- Еріх Марія Ремарк. На західньому фронті без змін. Переклад з німецької: Жозефіна Бурґардт; вступна стаття: В. Іванушкін. Київ: Сяйво. 1929. 182 стор.[8][9]
  - (передрук) Еріх Марія Ремарк. На західньому фронті без змін. Переклад з німецької: Жозефіна Бурґардт. Харків: Романи й повісті: двохтижневе періодичне видання; видавництво «Український робітник», 1930. 127 стор.[9]
  - (передрук) Еріх Марія Ремарк. На західньому фронті без змін. Переклад з німецької: Жозефіна Бурґардт; передмова: Карл Радек. Вінніпег: Накладом Робітничо-фермерської видавничого товариства. 1930. 230 стор.
- Еріх Марія Ремарк. Три товариші. Переклад з німецької: Микола Дятленко та Аркадій Плют; Художнє оформлення: К. Бобровников. Київ: Молодь, 1959. 415 стор.
- Еріх Марія Ремарк. Чорний обеліск. (Історія запізнілої юності). Переклад з німецької: Євген Попович. Київ: журнал «Всесвіт», № 5 (стор 114—122), № 6 (64–104), № 7 (? стор.), №*8 (? стор.) за 1960 рік[10]
  - (передрук) Еріх Марія Ремарк. Чорний обеліск. (Історія запізнілої юності). Переклад з німецької: Євген Попович; післямова: Дмитро Затонський. Київ: Радянський письменник, 1961 . 366 стор.
- Еріх Марія Ремарк. Ніч у Лісабоні. Переклад з німецької: Микола Дятленко та Аркадій Плют. Київ: журнал «Всесвіт» № 7 (стор. 3–71), № 8 (стор. 111—148) за 1963 рік[10]
- Еріх Марія Ремарк. Люби ближнього твого. Переклад з німецької: Юрій Лісняк. Київ: журнал «Всесвіт» № 8 (стор. 83–121), № 9 (? стор.), № 10 (стор. 33–99) за 1966 рік[10]
- Еріх Марія Ремарк. Час жити і час помирати. Переклад з німецької: Юрій Петренко. Київ: Дніпро. 1974. 327 стор.
- Еріх Марія Ремарк. Твори в 2-х томах. Київ: «Дніпро», 1986. Передмова: Дмитро Затонський. 573 стор. (Т. 1), 768 стор. (Т. 2)
  - На Західному фронті без змін (Т. 1). Переклад з німецької: Катерина Гловацька
  - Три товариші (Т. 1). Переклад з німецької: Микола Дятленко та Аркадій Плют
  - Тріумфальна арка (Т. 2). Переклад з німецької: Євген Попович
  - Чорний обеліск (Т. 2). Переклад з німецької: Євген Попович
- Еріх Марія Ремарк. «Тріумфальна арка». Переклад з німецької: Євген Попович. Харків: «Фоліо», 2006, 416 стор. ISBN 966-03-3273-4
- Еріх Марія Ремарк. «Три товариші». Переклад з німецької: Дарія Радієнко. Харків: «Фоліо», 2007, 432 стор. ISBN 978-966-03-4120-3
  - (передрук) Еріх Марія Ремарк. «Три товариші». Переклад з німецької: Дарія Радієнко. Харків: «Фоліо», 2008, 432 стор. ISBN 978-966-03-4121-0 (Серія «Зарубіжна класика»)
- Еріх Марія Ремарк. «На західному фронті без змін». Переклад з німецької: Дарія Радієнко; художник-ілюстратор: І. І. Яхін; художник-оформлювач: Л. Д. Киркач-Осипова.. Харків: «Фоліо»; Київ: Інститут літератури ім. Т. Г. Шевченка НАН України, 2008, 254 стор. ISBN 978-966-03-3854-8, 978-966-03-3853-1 (серія «Бібліотека світової літератури»)
- Еріх Марія Ремарк. «На західному фронті без змін». Переклад з німецької: Євген Попович. Харків: «Фоліо», 2008, 254 стор. ISBN 978-966-03-3654-8
- Еріх Марія Ремарк. Життя у позику. Переклад з німецької: Роман Попелюк та Юрій Винничук. Львів: Експрес Медіа Принт. 194 стор. 2014 ISBN відсутнє (серія «Література світового класу»; «Бузок. Бібліотека українця. Золота колекція», видання 9)
- Еріх Марія Ремарк. «На Західному фронті без змін. Повернення. Три товариші». Переклад з німецької: Наталка Сняданко, Катерина Гловацька, Микола Дятленко та Аркадій Плют. Харків: КСД, 2014, 912 стор. ISBN 978-966-14-7194-7
  - «На Західному фронті без змін». Переклад з німецької: Катерина Гловацька
  - «Повернення». Переклад з німецької: Наталка Сняданко
  - «Три товариші». Переклад з німецької: Микола Дятленко та Аркадій Плют
  - (передрук) Еріх Марія Ремарк. «Три товариші». Переклад з німецької: Микола Дятленко та Аркадій Плют. Харків: КСД, 2017, 416 стор. ISBN 978-617-12-3202-0
  - (передрук) Еріх Марія Ремарк. «На Західному фронті без змін». Переклад з німецької: Катерина Гловацька. Харків: КСД, 2018, 240 стор. ISBN 978-617-12-4314-9

- Еріх Марія Ремарк. «Чорний обеліск. Тріумфальна арка. Ніч у Лісабоні». Переклад з німецької: Євген Попович, Юрій Микола Дятленко, Аркадій Плют; Ілюстрація палітурки: RomaN; малюнки: Олександр Семякін. Харків: КСД. 2015, 912 стор. ISBN 978-966-148-323-0 (палітурка), ISBN 978-966-14-8612-5 (ebook)
  - «Чорний обеліск». Переклад з німецької: Євген Попович
  - «Тріумфальна арка». Переклад з німецької: Євген Попович
  - «Ніч у Лісабоні». Переклад з німецької: Микола Дятленко та Аркадій Плют
  - (передрук) Еріх Марія Ремарк. «Тріумфальна арка». Переклад з німецької: Євген Попович. Харків: КСД, 2018, 480 стор. ISBN ?

- Еріх Марія Ремарк. «Час жити і час помирати. Люби ближнього твого. Тіні в раю». Переклад з німецької: Юрій Петренко, Юрій Лісняк, Юлія Микитюк. Харків: КСД, 2015. 960 с. ISBN 978-966-14-9125-9 (2-ге видання у 2016)
  - «Час жити і час помирати». Переклад з німецької: Юрій Петренко
  - «Люби ближнього твого». Переклад з німецької: Юрій Лісняк
  - «Тіні в раю». Переклад з німецької: Юлія Микитюк
- Еріх Марія Ремарк. «Життя у позику. Мансарда мрій. Іскра життя.» Переклад з німецької: Юрій Винничук, Юлія Микитюк, Христина Николин. Харків: КСД, 2016. 733 стор. ISBN 978-617-12-0850-6
  - «Життя у позику». Переклад з німецької: Юрій Винничук
  - «Мансарда мрій». Переклад з німецької: Юлія Микитюк
  - «Іскра життя». Переклад з німецької: Христина Николин